# بی‌جی‌کی
بی‌جی‌کی (انگلیسی: Bank Gospodarstwa Krajowego) شرکت دولتی خدمات مالی و بانکداری لهستانی است، که در سال ۱۹۲۴ تأسیس شد.